# Тернопільська загальноосвітня школа-економічний ліцей № 9 імені Іванни Блажкевич
Тернопільський НВК «Загальноосвітня школа І—ІІІ ступенів — економічний ліцей № 9 імені Іванни Блажкевич — середній освітній комунальний навчальний заклад Тернопільської міської ради в м. Тернополі Тернопільської області. Навчальний заклад названий на честь української дитячої письменниці, громадської діячки, просвітниці Іванни Блажкевич.

## Історія
НВК заснований у 2012 році. До того часу існував як загальноосвітня школа № 9.

## Сучасність

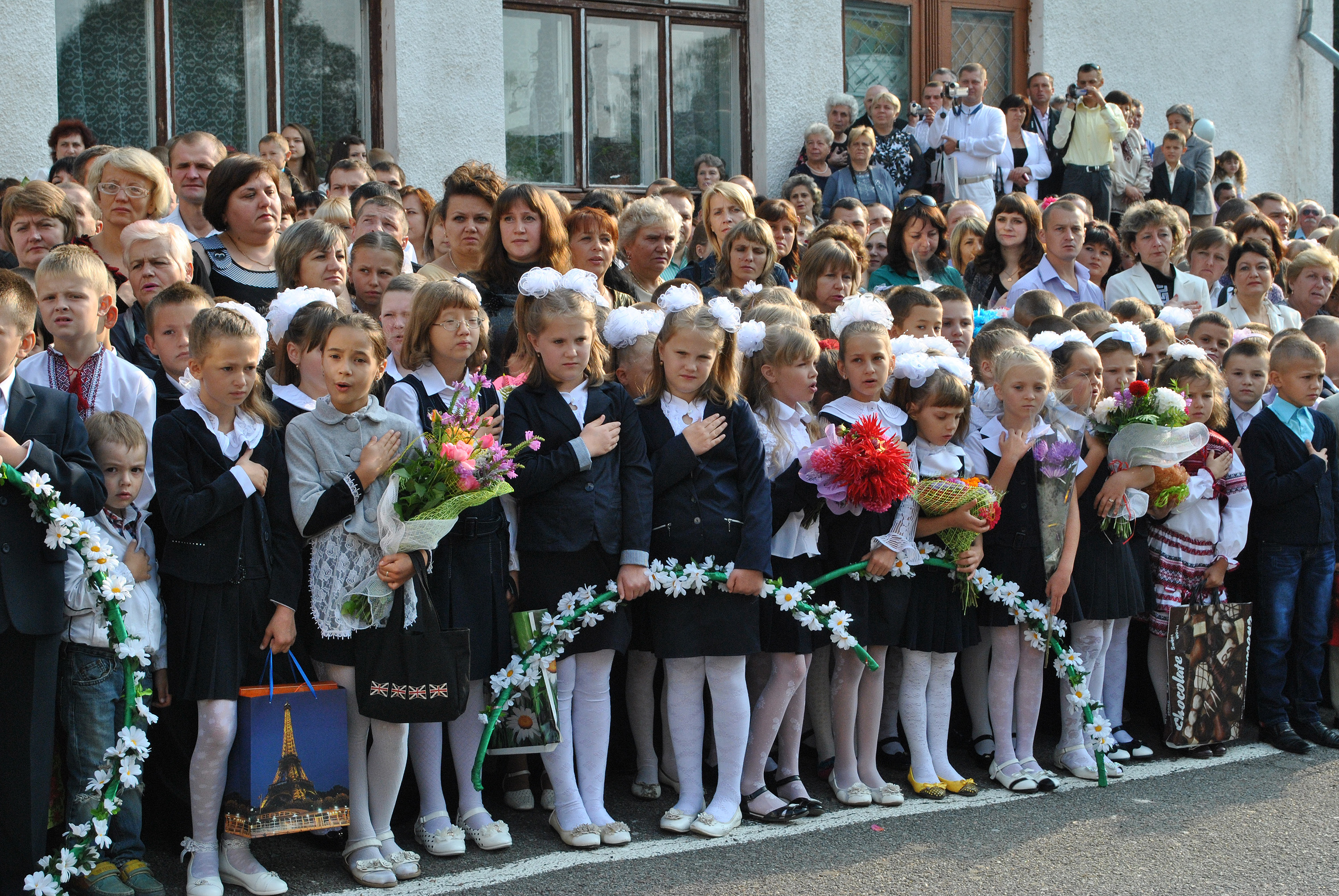
Урочиста лінійка з нагоди початку навчального року, 1.09.2013

У 31 класі школи навчається 899 учнів.
У школі викладають англійську та німецьку мови.

## Педагогічний колектив

### Директори
- Кізілова Галина Олександрівна — нині

Заступники
- Абрам’юк Алла Якимівна
- Бармак Олена Ярославівна
- Осіпцова Ольга Іванівна

### Вчителі

#### Колишні
- Костянтин Кондратюк;
- Світлана Ястремська — вчителька хімії в 1995—2002 рр.

## Відомі випускники
- Михайло Головко (нар. 1983) — український громадський і політичний діяч, народний депутат України.
- Віктор Стефанович (1987—2015) — український військовик, боєць 8-ї окремої роти Добровольчого українського корпусу «Правий сектор», учасник російсько-української війни 2014—2017 рр.